# Кладиев, Виктор Сидорович
Ви́ктор Си́дорович Кла́диев (27 апреля [9 мая] 1906, дер. Остаповка, Курская губерния — 30 июня 1944, Лепельский район, Витебская область) — участник Великой Отечественной войны, сапёр 62-го отдельного гвардейского сапёрного батальона 3-го гвардейского механизированного корпуса 3-го Белорусского фронта, Герой Советского Союза, гвардии красноармеец.

## Биография
Виктор Кладиев родился 27 апреля (9 мая) 1906 года в деревне Остаповка Курской губернии (ныне — Новооскольский район Белгородской области) в крестьянской семье. По окончании восьми классов школы работал в колхозе, позже — строителем в Москве.
В Красную армию призван в 1941 году Великомихайловским райвоенкоматом Велико-Михайловского района Курской области и в том же году стал участником Великой Отечественной войны в составе действующего подразделения.
30 июня 1944 года Кладиев был убит взрывом вражеской авиабомбы при наведении переправы через реку Березина.
24 марта 1945 года Президиумом Верховного Совета СССР был издан указ о посмертном присвоении В. С. Кладиеву звания Героя Советского Союза «за образцовое выполнение боевых заданий командования на фронте борьбы с немецко-фашистскими захватчиками и проявленные при этом мужество и героизм».

## Награды
Награждён орденом Ленина[уточнить].

## Память
- Похоронен в братской могиле в деревне Крайцы, там же ему установлен обелиск.
- Бронзовый бюст Виктора Кладиева авторства Н. В. Шептухина установлен на аллее Славы в Новом Осколе, открытой 2 августа 2008 года после реконструкции[1].